# Фадеев, Борис Михайлович
Фадеев Борис Михайлович (31 мая 1923, Удмуртская АССР, г. Глазов — 22 июня 1943, станция Тосно) — советский лётчик, совершивший огненный таран, участник Великой Отечественной войны.

## Биография
Борис Михайлович Фадеев родился 31 мая 1923 года в Глазове.
Поступил на службу в ноябре 1940 года, служил в 15 гвардейском штурмовом авиационном полку 227 штурмовой авиационной дивизии. 22 июня 1946 года в районе станции Тосно Ил-2 15-го авиационного полка попал под обстрел зенитной артиллерии противника. После повреждения штурмовик совершил огненный таран автотранспортной колонны противника. Экипаж самолёта погиб. В составе экипажа был старший летчик гвардии младший лейтенант Борис Фадеев.
Скончался 22 июня 1943 года в Тосно.

## Награды
- Медаль «За оборону Ленинграда»
- Орден Красной Звезды
- Орден Отечественной войны I степени